# علم الأحياء التطوري
علم الأحياء التطوري هو أحد فروع علم الأحياء الذي يدرس العمليات التطورية التي أنتجت التنوع الحيوي على كوكب الأرض، بدءا من السلف الشامل الأخير. تشمل هذه العمليات كلا من الاصطفاء الطبيعي والسلف المشترك والانتواع.
ظهر هذا التخصص من خلال ما أطلق عليه جوليان هكسلي الاصطناع التطوري الحديث (من الثلاثينات) من فهم العديد من المجالات غير المرتبطة سابقا في البحث البيولوجي، مثل علم الوراثة وعلم البيئة والنظاميات وعلم الأحياء القديمة.
اتسع نطاق البحث الحالي ليغطي الهندسة الجينية للتكيف والتطور الجزيئي والقوى المختلفة التي تساهم في التطور بما في ذلك الاصطفاء الجنسي والانحراف الوراثي والجغرافيا الحيوية. يبحث المجال الجديد وهو علم الأحياء النمائي التطوري في كيفية التحكم في التخلق المضغي، وبالتالي خلق اصطناع أوسع يدمج علم الأحياء النمائي مع المجالات التي غطتها الاصطناعات البيولوجية السابقة.

## الفروع الثانوية
التطور هو المفهوم المركزي الموحد في علم الأحياء. يمكن تقسيم علم الأحياء بطرق مختلفة. أحد هذه الطرق هي على مستوى التراتب الحيوي من الكائنات الجزيئية (علم الأحياء الجزيئي) إلى الكائنات الخلوية (علم الأحياء الخلوي) إلى الكائنات شديدة التعقيد. الطريقة الأقدم هي بناء على المجموعة التصنيفية (علم التصنيف) في مجالات مثل علم الحيوان وعلم النبات وعلم الأحياء الدقيقة، مما يعكس ما كان يُعتبر كتصنيفات الحياة الأساسية. الطريقة الثالثة هي من خلال الأسلوب، مثل علم الأحياء الميداني وعلم الأحياء الرياضي والتطور التجريبي وعلم الحفريات. يمكن ضم هذه الطرق البديلة في تقسيم الموضوع مع علم الأحياء التطوري لخلق فروع ثانوية مثل علم البيئة التطوري وعلم الأحياء النمائي التطوري.
حديثا، أدى المزج بين العلوم البيولوجية والعلوم التطبيقية إلى ظهور فروع جديدة كامتدادات من علم الأحياء التطوري، مثل علم الروبوتات التطوري والهندسة التطورية والخوارزمية التطورية وعلم الاقتصاد التطوري وعلم المعمار التطوري. تُطبق الآليات الرئيسية في التطور بصورة مباشرة أو غير مباشرة لإنتاج تصميمات مبتكرة أو لحل مشاكل سيكون من الصعب حلها بطرق أخرى. بالتالي فإن البحث الناتج في هذه الفروع التطبيقية يساهم في التقدم، خاصة بفضل الجهود في التطور في علم الحاسوب والمجالات الهندسية مثل الهندسة الميكانيكية.

## التاريخ
اقترح تشارلز داروين فكرة التطور بالاصطفاء الطبيعي في 1859، إلا أن علم الأحياء التطوري (كتخصص أكاديمي مستقل) ظهر أثناء فترة الاصطناع التطوري الحديث في الثلاثينات والأربعينات. لم تبدأ الجامعات في تخصيص قسم لعلم الأحياء التطوري إلا في الثمانينات. في الولايات المتحدة، أنشأت العديد من الجامعات أقساما جديدة مثل علم الأحياء الجزيئي والخلوي وعلم الأحياء البيئي التطوري، بدلا من الأقسام القديمة مثل علم النبات وعلم الحيوان. تم دمج علم الأحياء القديمة غالبا مع علوم الأرض.
أصبح علم الأحياء الدقيقة تخصصا تطوريا كذلك الآن بعد أن فهمنا فسيولوجيا الكائنات الدقيقة وعلم الجينوم بصورة أفضل. مكنتنا أعمار أجيال البكتريا والفيروسات مثل العاثيات من فحص واستكشاف الأسئلة التطورية.
ساهم العديد من علماء الأحياء في تشكيل اختصاص علم الأحياء التطوري الجديد. أسس ثيودوسيوس دوبجانسكي وإدموند هنري فورد برنامج البحث التجريبي، بينما أسس رونالد فيشر وسيوال رايت وجون سكوت هولدين إطارا نظريا سليما. ساعد كل من إرنست ماير في النظاميات، وجورج جايلورد سيمبسون في علم الحفريات، وجورج ليديارد ستودارد في علم النبات، ساعدوا في تشكيل الاصطناع الحديث، كما قام كل من جيمس فرانكلين كرو وريتشارد ليوونتين ودان هارتل وماركوس فيلدمان وبريان تشارلزورث بتدريب جيل من علماء الأحياء التطوري.

## مواضيع البحث الحالية
تغطي الأبحاث الحالية في علم الأحياء التطوري موضوعات متعددة وتتضمن أفكارا من مجالات متنوعة مثل علم الوراثة الجزيئي وعلم الحاسوب.
في البداية حاولت بعض مجالات البحث التطوري تفسير الظواهر غير المفهومة جيدا في الاصطناع التطوري الحديث. شمل ذلك كلا من الانتواع وتطور التكاثر الجنسي وتطور التعاون وتطور الشيخوخة والتطورية.
ثانيا، سأل علماء الأحياء أكثر الأسئلة التطورية مباشرة: «ماذا حدث ومتى حدث؟». اشتمل ذلك على مجالات مثل علم أحياء الحفريات والنظاميات وعلم الوراثة العرقي.
ثالثا، تم ابتداع الاصطناع التطوري الحديث في وقت لم يكن هناك أحد يفهم الأساس الجزيئي للجينات. اليوم، يحاول علماء علم الأحياء التطوري تحديد الهندسة الجينية للظواهر التطورية المثيرة مثل التكيف والانتواع، ويبحثون عن إجابات لأسئلة مثل كم عدد الجينات المتضمنة، وكم يبلغ مقدار تأثير كل جين، وكم يبلغ مقدار التداخل بين الجينات المختلفة، وماذا تفعل الجينات، وما التغيرات التي تحدث لهم (مثل الطفرة النقطية في مواجهة تكرار الجينات) أو حتى تعدد الصيغ الصبغية. يحاول العلماء التوفيق بين الوروثية العالية الموجودة في الدراسات التوأمية وبين صعوبة إيجاد أي الجينات مسؤولة عن هذه الوروثية باستخدام الدراسات المنظمية واسعة الجينوم.
أحد التحديات في دراسة الهندسة الجينية هو أن الوراثيات السكانية التي حفزت الاصطناع التطوري الحديث لا بد من تحديثها باستمرار لأخذ المعرفة الجزيئية الحديثة في الاعتبار. يتطلب ذلك مقدارا كبيرا من التطور الرياضي للربط من تسلسل بيانات الحمض النووي الريبوزي منقوص الأكسجين DNA وبين النظرية التطورية كجزء من نظرية التطور الجزيئي. على سبيل المثال، يحاول علماء الأحياء استنباط ما هي الجينات الواقعة تحت الاصطفاء المباشر من خلال القيام بالمسح الاصطفائي.
رابعا، يتضمن الاصطناع التطوري الحديث اتفاقا حول القوى التي تساهم في التطور، ولكن ليس أهميتها النسبية. يحاول البحث الحالي تحديد ذلك. تتضمن القوى التطورية كلا من الاصطفاء الطبيعي والاصطفاء الجنسي والانحراف الوراثي والترافق الجيني والتقييد التطوري وانحياز الطفرات والجغرافيا الحيوية.

## الدوريات العلمية
تتخصص بعض الدوريات العلمية بصورة حصرية في علم الأحياء التطوري، مثل كل من التطور ودورية علم الأحياء التطوري وبي إم سي علم الأحياء التطوري. تغطي بعض الدوريات تخصصات فرعية داخل علم الأحياء التطوري مثل دوريات علم الأحياء النظامي وعلم الأحياء الجزيئي والتطور والدورية الشقيقة علم أحياء الجينوم والتطور.